# Sindaci di Massa
Di seguito l'elenco cronologico dei sindaci di Massa e delle altre figure apicali equivalenti che si sono succedute nel corso della storia.

## Regno d'Italia (1861-1946)
| Sindaci nominati dal governo (1861-1889)                   | Sindaci nominati dal governo (1861-1889)            | Sindaci nominati dal governo (1861-1889) | Sindaci nominati dal governo (1861-1889) | Sindaci nominati dal governo (1861-1889) | Sindaci nominati dal governo (1861-1889) |
| Nominativo                                                 | Nominativo                                          | Partito                                  | Partito                                  | Mandato                                  | Mandato                                  |
| Nominativo                                                 | Nominativo                                          | Partito                                  | Partito                                  | Inizio                                   | Fine                                     |
| ---------------------------------------------------------- | --------------------------------------------------- | ---------------------------------------- | ---------------------------------------- | ---------------------------------------- | ---------------------------------------- |
|                                                            | Pietro Diana Paleologo                              | ?                                        | ?                                        | ?                                        | 1865                                     |
|                                                            | Luigi Magnani                                       | ?                                        | ?                                        | 1865                                     | 1868                                     |
|                                                            | Paolo Guerra                                        | ?                                        | ?                                        | 1869                                     | ?                                        |
|                                                            | Amedeo Valesi                                       | ?                                        | ?                                        | 1870                                     | 1875                                     |
|                                                            | Ferdinando Compagni                                 | ?                                        | ?                                        | 1876                                     | 1882                                     |
|                                                            | Cesare Cecchieri                                    | ?                                        | ?                                        | ?                                        | 1889                                     |
| Sindaci eletti dal Consiglio comunale (1889-1927)          |                                                     |                                          |                                          |                                          |                                          |
| Nominativo                                                 | Nominativo                                          | Partito                                  | Partito                                  | Mandato                                  | Mandato                                  |
| Nominativo                                                 | Nominativo                                          | Partito                                  | Partito                                  | Inizio                                   | Fine                                     |
|                                                            | Silvio Pellerano                                    |                                          | Sinistra storica                         | 7 dicembre 1889                          | 26 marzo 1892                            |
|                                                            | Giuseppe Luciani                                    | ?                                        | ?                                        | 1892                                     | 1894                                     |
|                                                            | Luigi Magnani                                       | ?                                        | ?                                        |                                          | 22 luglio 1897                           |
|                                                            | Cesare Cecchieri                                    | ?                                        | ?                                        | 1897                                     | ?                                        |
|                                                            | Antonio Perfetti                                    | ?                                        | ?                                        | 1901                                     | ?                                        |
|                                                            | Marcello Betti                                      | ?                                        | ?                                        | 1906                                     | ?                                        |
|                                                            | ?                                                   | ?                                        | ?                                        |                                          |                                          |
|                                                            | Michele Guerra                                      | ?                                        | ?                                        |                                          |                                          |
|                                                            | ?                                                   | ?                                        | ?                                        |                                          |                                          |
|                                                            | Francesco Betti                                     |                                          | Partito Socialista Italiano              | 1915                                     | 1919                                     |
|                                                            | Marcello Betti                                      | ?                                        | ?                                        | 1920                                     | ?                                        |
|                                                            | ?                                                   | ?                                        | ?                                        |                                          |                                          |
|                                                            | Carlo Giorgini                                      |                                          | Partito Nazionale Fascista               | 17 ottobre 1922                          | 10 agosto 1924                           |
|                                                            | Ubaldo Bellugi (Assessore anziano facente funzioni) |                                          | Partito Nazionale Fascista               | 1925                                     | 1926                                     |
|                                                            | Ubaldo Bellugi (Commissario prefettizio)            |                                          | Partito Nazionale Fascista               | 1926                                     | 17 gennaio 1927                          |
| Podestà nominati dal governo (1927-1944)                   |                                                     |                                          |                                          |                                          |                                          |
| Nominativo                                                 | Nominativo                                          | Partito                                  | Partito                                  | Mandato                                  | Mandato                                  |
| Nominativo                                                 | Nominativo                                          | Partito                                  | Partito                                  | Inizio                                   | FIne                                     |
|                                                            | Ubaldo Bellugi                                      |                                          | Partito Nazionale Fascista               | 17 gennaio 1927                          | 29 marzo 1938                            |
| Sindaci del periodo costituzionale transitorio (1944-1946) |                                                     |                                          |                                          |                                          |                                          |
| Nominativo                                                 | Nominativo                                          | Partito                                  | Partito                                  | Mandato                                  | Mandato                                  |
| Nominativo                                                 | Nominativo                                          | Partito                                  | Partito                                  | Inizio                                   | Fine                                     |
|                                                            | Gino Grassi                                         |                                          | Partito Socialista Italiano              | 1944                                     | 3 maggio 1946                            |

## Repubblica Italiana (dal 1946)
| Sindaci eletti dal Consiglio comunale (1946-1994)    | Sindaci eletti dal Consiglio comunale (1946-1994)    | Sindaci eletti dal Consiglio comunale (1946-1994) | Sindaci eletti dal Consiglio comunale (1946-1994)              | Sindaci eletti dal Consiglio comunale (1946-1994) | Sindaci eletti dal Consiglio comunale (1946-1994) | Sindaci eletti dal Consiglio comunale (1946-1994) | Sindaci eletti dal Consiglio comunale (1946-1994) | Sindaci eletti dal Consiglio comunale (1946-1994) |
| Nominativo                                           | Nominativo                                           | Partito                                           | Partito                                                        | Giunta                                            | Giunta                                            | Mandato                                           | Mandato                                           | Elezioni                                          |
| Nominativo                                           | Nominativo                                           | Partito                                           | Partito                                                        | Giunta                                            | Giunta                                            | Inizio                                            | Fine                                              | Elezioni                                          |
| ---------------------------------------------------- | ---------------------------------------------------- | ------------------------------------------------- | -------------------------------------------------------------- | ------------------------------------------------- | ------------------------------------------------- | ------------------------------------------------- | ------------------------------------------------- | ------------------------------------------------- |
|                                                      | Giulio Guidoni                                       |                                                   | Democrazia Cristiana                                           |                                                   | DC-PRI-PdAz                                       | 3 maggio 1946                                     | 9 marzo 1948                                      | Elezione 1946                                     |
|                                                      | Gino Cecchieri                                       |                                                   | Democrazia Cristiana                                           | 10 marzo 1948                                     | DC-PRI-PdAz                                       | 1951                                              |                                                   | Elezione 1946                                     |
|                                                      | Gino Cecchieri                                       | DC-PRI-PSDI                                       | Democrazia Cristiana                                           | 1951                                              | 1956                                              | Elezione 1951                                     |                                                   |                                                   |
|                                                      | Gino Cecchieri                                       | DC-PSDI-PRI                                       | Democrazia Cristiana                                           | 1956                                              | 4 ottobre 1957                                    | Elezione 1956                                     |                                                   |                                                   |
|                                                      | Livio De Marinis (Commissario prefettizio)           | –                                                 | –                                                              | –                                                 | –                                                 | 4 ottobre 1957                                    | 1º dicembre 1958                                  | –                                                 |
|                                                      | Alberto Del Nero                                     |                                                   | Democrazia Cristiana                                           |                                                   | DC-PSDI                                           | 2 dicembre 1958                                   | 5 dicembre 1962                                   | Elezione 1958                                     |
|                                                      | Renato Argini                                        |                                                   | Partito Socialista Italiano                                    |                                                   | DC-PSI                                            | 6 dicembre 1962                                   | 22 gennaio 1963                                   | Elezione 1962                                     |
|                                                      | Silvio Balderi                                       |                                                   | Democrazia Cristiana                                           | 23 gennaio 1963                                   | DC-PSI                                            | 1966                                              |                                                   | Elezione 1962                                     |
|                                                      | Silvio Balderi                                       | DC-PSU-PRI                                        | Democrazia Cristiana                                           | 1966                                              | 3 gennaio 1968                                    | Elezione 1966                                     |                                                   |                                                   |
|                                                      | Ennio Fialdini                                       | DC-PSU-PRI                                        |                                                                | Democrazia Cristiana                              | 4 gennaio 1968                                    | Elezione 1966                                     | 5 marzo 1968                                      |                                                   |
|                                                      | Umberto Barbaresi                                    |                                                   | Partito Socialista Italiano                                    |                                                   | PCI-PSI                                           | Elezione 1966                                     | 5 marzo 1968                                      | 17 aprile 1969                                    |
|                                                      | Salvatore Ricceri (Commissario prefettizio)          | –                                                 | –                                                              | –                                                 | –                                                 | 18 aprile 1969                                    | 10 settembre 1970                                 | –                                                 |
|                                                      | Ennio Fialdini                                       |                                                   | Democrazia Cristiana                                           |                                                   | DC-PSDI-PSI-PRI                                   | 11 settembre 1970                                 | 24 settembre 1975                                 | Elezione 1970                                     |
|                                                      | Silvio Tongiani                                      |                                                   | Partito Comunista Italiano                                     |                                                   | PCI-PSI-PSDI                                      | 25 settembre 1975                                 | 7 agosto 1980                                     | Elezione 1975                                     |
|                                                      | Umberto Barbaresi                                    |                                                   | Partito Socialista Italiano                                    |                                                   | PCI-PSI-PSDI                                      | 8 agosto 1980                                     | 19 settembre 1985                                 | Elezione 1980                                     |
|                                                      | Sauro Panesi                                         |                                                   | Partito Socialista Italiano                                    |                                                   | PCI-PSI-PSDI                                      | 20 settembre 1985                                 | 5 agosto 1986                                     | Elezione 1985                                     |
|                                                      | Mauro Carlo Pennacchiotti                            |                                                   | Partito Repubblicano Italiano                                  |                                                   | DC-PCI-PRI-PSDI                                   | 5 agosto 1986                                     | 7 maggio 1990                                     | Elezione 1985                                     |
|                                                      | Ermenegildo Manfredi                                 |                                                   | Democrazia Cristiana                                           |                                                   | DC-PSI-PRI-PSDI                                   | 9 agosto 1990                                     | 20 ottobre 1993                                   | Elezione 1990                                     |
|                                                      | Luigi Della Pina                                     |                                                   | Democrazia Cristiana                                           | 16 novembre 1993                                  | DC-PSI-PRI-PSDI                                   | 9 agosto 1994                                     |                                                   | Elezione 1990                                     |
|                                                      | Francesco Paolo Castaldo (Commissario straordinario) | –                                                 | –                                                              | –                                                 | –                                                 | 9 agosto 1994                                     | 5 dicembre 1994                                   | –                                                 |
| Sindaci eletti direttamente dai cittadini (dal 1994) |                                                      |                                                   |                                                                |                                                   |                                                   |                                                   |                                                   |                                                   |
| Nominativo                                           | Nominativo                                           | Partito                                           | Partito                                                        | Coalizione                                        | Coalizione                                        | Mandato                                           | Mandato                                           | Elezione                                          |
| Nominativo                                           | Nominativo                                           | Partito                                           | Partito                                                        | Coalizione                                        | Coalizione                                        | Inizio                                            | Fine                                              | Elezione                                          |
|                                                      | Roberto Pucci                                        |                                                   | Partito Democratico della Sinistra poi Democratici di Sinistra |                                                   | PDS-PPI-PRI-FL-PSI                                | 5 dicembre 1994                                   | 30 novembre 1998                                  | Elezione 1994                                     |
|                                                      | Roberto Pucci                                        | PPI-DS-SDI-PRI-PdCI-FdV                           | Partito Democratico della Sinistra poi Democratici di Sinistra | 30 novembre 1998                                  | 27 maggio 2003                                    | Elezione 1998                                     |                                                   |                                                   |
|                                                      | Fabrizio Neri                                        |                                                   | Democrazia è Libertà - La Margherita                           |                                                   | DL-DS-SDI-PRI-PdCI-FdV-UDEUR-IdV                  | 27 maggio 2003                                    | 29 aprile 2008                                    | Elezione 2003                                     |
|                                                      | Roberto Pucci                                        |                                                   | Indipendente                                                   |                                                   | SA-L. civiche                                     | 29 aprile 2008                                    | 29 maggio 2013                                    | Elezione 2008                                     |
|                                                      | Alessandro Volpi                                     |                                                   | Partito Democratico                                            |                                                   | PD-SEL-PSI-PRC-L. civiche                         | 29 maggio 2013                                    | 26 giugno 2018                                    | Elezione 2013                                     |
|                                                      | Francesco Persiani                                   |                                                   | Lega Nord                                                      |                                                   | LN-FdI-FI-L. civiche                              | 26 giugno 2018                                    | 3 marzo 2023                                      | Elezione 2018                                     |
|                                                      | Maria Rosa Trio (Commissario straordinario)          | –                                                 | –                                                              | –                                                 | –                                                 | 3 marzo 2023                                      | 31 maggio 2023                                    | –                                                 |
|                                                      | Francesco Persiani                                   |                                                   | Lega                                                           |                                                   | Lega-FI-civiche                                   | 31 maggio 2023                                    | in carica                                         | Elezione 2023                                     |